# Belpasso
Belpasso est une commune italienne de la province de Catane dans la région Sicile en Italie.

## Administration
| Période                                  | Période | Identité | Étiquette | Qualité |
| ---------------------------------------- | ------- | -------- | --------- | ------- |
|                                          |         |          |           |         |
| Les données manquantes sont à compléter. |         |          |           |         |

### Hameaux
Piano Tavola

### Communes limitrophes
Adrano, Biancavilla, Bronte, Camporotondo Etneo, Castiglione di Sicilia, Catane, Lentini, Maletto, Mascalucia, Motta Sant'Anastasia, Nicolosi, Paternò, Ragalna, Ramacca, Randazzo, San Pietro Clarenza, Sant'Alfio, Zafferana Etnea